# Kurt Hallex
Kurt Hallex (* 15. November 1910; † unbekannt) war ein deutscher Fußballspieler.

## Karriere

### Vereine

#### SC Union Oberschöneweide
Hallex gehörte dem SC Union Oberschöneweide als Stürmer an, für den er zunächst in der zweitklassigen Bezirksklasse Berlin-Potsdam Punktspiele bestritt. Mit dem Aufstieg in die Gauliga Berlin-Brandenburg 1936/37, eine von zunächst 16, später auf 23 aufgestockten Gauligen zur Zeit des Nationalsozialismus als einheitlich höchste Spielklasse im Deutschen Reich, spielte er fortan bis 1938 und bestritt noch einmal die in zwei Staffeln ausgetragene Saison 1939/40 in der Staffel B. Aus dieser als Sieger hervorgegangen, bestritt seine Mannschaft das in Hin- und Rückspiel ausgetragene Finale gegen Blau-Weiß 90 Berlin, den Sieger der Staffel A. Nachdem das Hinspiel mit 1:2 verloren wurde, endete das Rückspiel mit 3:0. In der sich anschließenden Endrunde um die Deutsche Meisterschaft wurde er nicht eingesetzt. Seine letzte Saison in der Gauliga Berlin-Brandenburg, die nicht in Staffeln unterteilt war, schloss er mit seiner Mannschaft als Siebtplatzierter von zwölf teilnehmenden Vereinen ab.

#### SV Elektra Berlin
Die Saison 1938/39 spielte er für Gauligakonkurrenten SV Elektra Berlin, mit dem er am Ende den siebten Platz von zehn teilnehmenden Mannschaften belegte. Für den Verein bestritt er ferner einzig das am 28. August 1938 mit 1:2 gegen den SV Dessau 05 verlorene Erstrundenspiel im Wettbewerb um den 1935 eingeführten Tschammerpokal, den Pokalwettbewerb für Vereinsmannschaften.

#### Heeressportverein Groß Born
Als Spieler des SC Union Oberschöneweide zur Wehrmacht eingezogen, gehörte er 1943/44 als Kriegsgastspieler dem Kader des Heeressportverein Groß Born an, für den er in der Gauliga Pommern zum Einsatz kam. In der in zwei Abschnitten ausgetragenen Meisterschaft setzte sich seine Mannschaft als Sieger des Abschnitts Ost verlustpunktfrei durch und traf im in Hin- und Rückspiel ausgetragenen Finale auf den Luftwaffensportverein Pütnitz, den Sieger des Abschnitts West. Das Hinspiel am 5. März 1944 endete vor 9.000 Zuschauern 1:1 unentschieden, das an selber Stätte vierzehn Tage später ausgetragene Rückspiel gewann seine Mannschaft mit 3:0. Damit war sie in der Endrunde um die Deutsche Meisterschaft vertreten, in der er vier Spiele absolvierte. Sein Debüt gab er am 16. April 1944 in Neustettin beim 6:4-Sieg über den Luftwaffen-Sportverein Rerik. Nach den erfolgreichen Achtel- und Viertelfinalbegegnungen spielte er zuletzt am 4. Juni 1944 im Halbfinale gegen den Luftwaffen-Sportverein Hamburg, der die Begegnung mit 3:2 für sich entscheiden konnte; auf das Spiel um Platz 3 gegen den 1. FC Nürnberg verzichtete sein Verein.

#### SG Oberschöneweide
Nach dem Ende des Zweiten Weltkriegs gehörte er der SG Oberschöneweide an, mit der in der Berliner Staffel C spielte und – Aufstieg bedingt – die Saison 1947/48 in der Stadtliga Berlin, aus der er und seine Mannschaft als Meister hervorging. Ferner gewann er am 9. Februar 1947 im Stadion am Gesundbrunnen mit 4:3 n. V. über die SG Wilmersdorf den Berliner Pokal.

### Auswahlmannschaft
Als Spieler der Gauauswahlmannschaft Berlin-Brandenburg nahm er am Gauauswahlwettbewerb um den Reichsbundpokal teil. Nach Siegen seiner Mannschaft im Achtel- und Viertelfinale mit 3:2 und 4:3 jeweils n. V. über die Gauauswahlen Hessen und Westfalen erreichte er das am 3. März 1935 im Berliner Poststadion angesetzte Halbfinale. Mit dem Siegtreffer zum 1:0 durch Erich Ballendat vom Berliner SV 1892 in der 38. Minute, zog er mit seiner Mannschaft ins Finale ein. Das an selber Stätte drei Wochen später gegen die Gauauswahlmannschaft Mitte ausgetragene Finale hingegen wurde mit 0:2 verloren.

## Erfolge
- Berliner Meister 1948
- Berliner Pokalsieger 1947
- Gaumeister Pommern 1944
- Gaumeister Berlin-Brandenburg 1940
- Bundespokal-Finalist 1935

## Sonstiges
Von Januar 1951 bis Dezember 1952 übte er das Traineramt bei der Betriebssportgemeinschaft Motor Oberschöneweide aus.